# Henryk Baron
Henryk Baron ps. „Smukły”, „Garbarz” (ur. 2 grudnia 1887 w Warszawie, zm. 9 maja 1907 tamże) – polski działacz socjalistyczny. Członek Organizacji Bojowej PPS. Uczestnik wielu akcji zbrojnych. Stracony na Cytadeli w 1907.

## Życiorys
Urodził się w rodzinie robotniczej. Pomimo ciężkich warunków ukończył szkołę elementarną. Od 1905 członek Organizacji Spiskowo-Bojowej PPS. W czerwcu 1906 roku kierownictwo Organizacji Bojowej PPS powierzyło mu zadanie wykonania zamachu na samego warszawskiego generał-gubernatora Skałona. Do zamachu jednak nie doszło. Został dowódcą „piątki” bojowej OB PPS i w okresie kilku miesięcy wziął udział w dziesięciu akcjach bojowych m.in.
- dokonał zamachu na ul. Pawiej na rewirowego policji W. Reszkego i ciężko go zranił (3 lipca 1906);
- kierował akcją ekspropriacyjną na sklep monopolowy przy ul. Wołyńskiej (17 lipca 1906);
- ciężko ranił policjanta I. Mastiuszkina (10 sierpnia 1906);
- uczestniczył w starciu bojówki z patrolem policji konnej przy ul. Łuckiej (11 sierpnia 1906);

Szczególnie aktywny w czasie „krwawej środy” 15 sierpnia 1906.
- dokonał zamachu na rewirowego J. Optułowicza na ul. Ogrodowej;
- uczestniczył w akcji na patrol wojskowo-policyjny, zabijając policjanta Morozowskiego;
- dokonał zamachu na VII cyrkuł policyjny przy ul. Chłodnej rzucając dwie bomby. Ranny w czasie zamachu.

Tego dnia przejściowo zatrzymany z uwagi na rany. Jednak udało się przekonać policję, iż obrażenia są wynikiem bójki w restauracji, co potwierdzili świadkowie, składając zeznania na korzyść Barona. Dzięki temu już 17 sierpnia został uwolniony. Przebywał jeszcze półtora miesiąca w Warszawie pracując w garbarni Kempfiego przy ul.Okopowej.

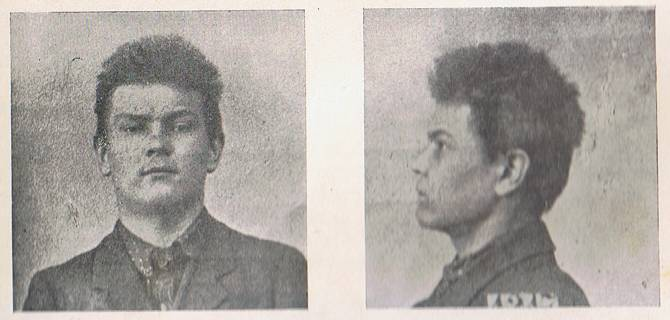
Więzienne zdjęcie Henryka Barona 1907

Na polecenie PPS 26 września 1906 wyjechał z Królestwa Polskiego do Krakowa. Po czterech miesiącach powrócił nielegalnie. 29 stycznia 1907 aresztowany w swoim mieszkaniu przy ul. Grzybowskiej 68 i osadzony na X Pawilonie Cytadeli Warszawskiej. Na skutek obciążających oskarżeń jednego z członków jego „piątki” (Kazimierza Białoruckiego) zidentyfikowany jako uczestnik zamachu na cyrkuł. Wzburzony zdradą, przyznał się do wszystkich akcji, pragnąc własnym życiem odkupić zdradę w swoim oddziale.
Wyrokiem Wojskowego Sądu Okręgowego w Warszawie w dniu 29 kwietnia 1907 skazany na karę śmierci. Kara została zatwierdzona 2 maja 1907 przez generała-gubernatora Skałona.
Został stracony przez Rosjan na stokach Cytadeli 9 maja 1907 r. o godz. 1.30 w nocy. Gdy był pod szubienicą zdołał wykrzyknąć: Precz z samowładztwem! Niech żyje rewolucja!
Pośmiertnie w 1930 był odznaczony Krzyżem Niepodległości z Mieczami. Na ul. Grzybowskiej 58a w maju 1938 odsłonięto tablicę pamiątkową (obecnie nie istnieje).

## Upamiętnienie

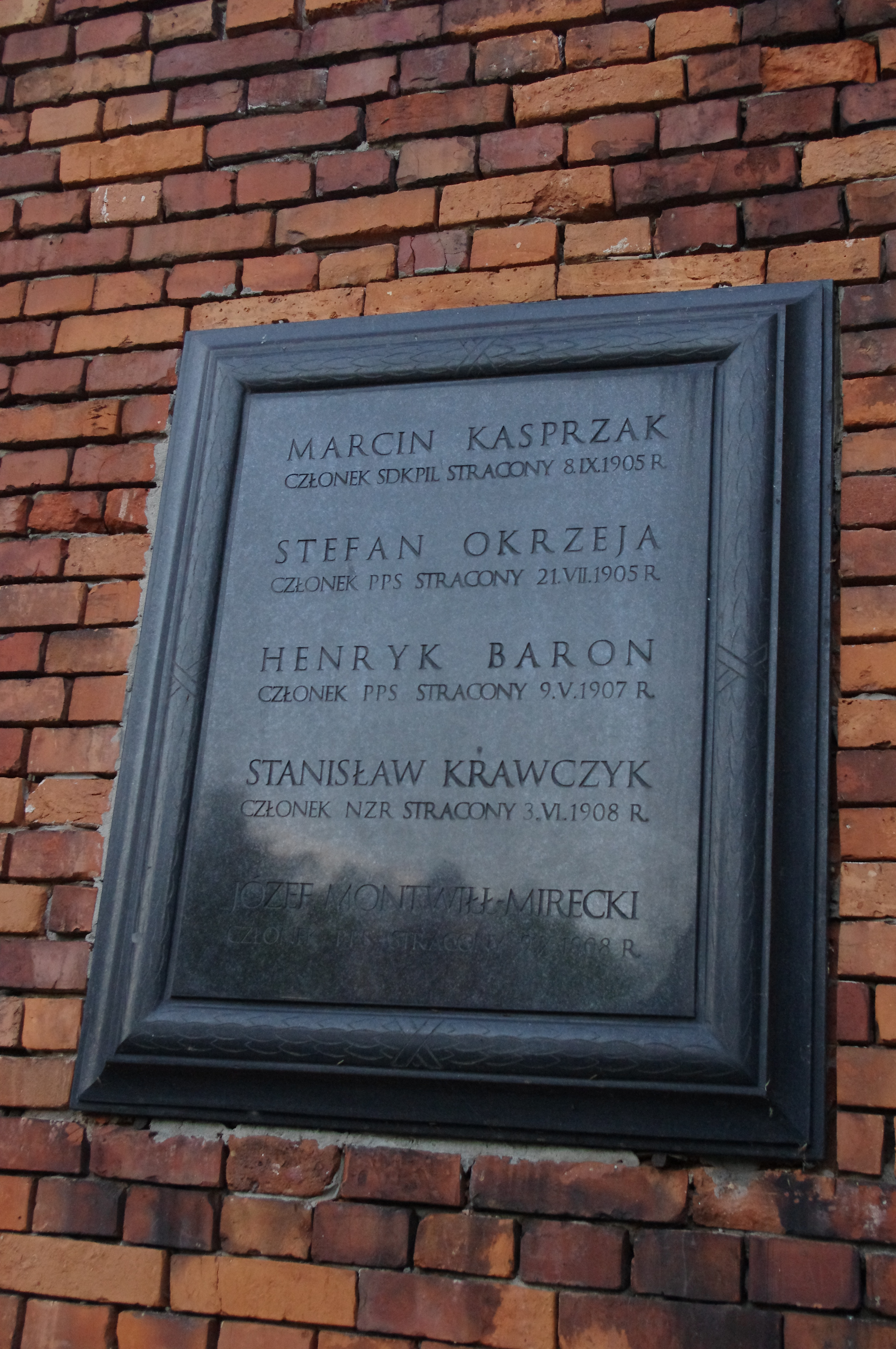
Tablica wmurowana w ścianę Cytadeli Warszawskiej tuż za szczątkami szubienicy, na której w okresie zaborów ginęli bojownicy o wyzwolenie narodowe i przemiany społeczne. Tablica upamiętnia wybitnych działaczy niepodległościowych i robotniczych straconych w Cytadeli podczas rewolucji 1905-1907: Marcina Kasprzaka, Stefana Okrzeję, Henryka Barona, Stanisława Krawczyka i Józefa Mireckiego

Imię Henryka Barona noszą ulice w Warszawie, Częstochowie, Łodzi, Elblągu, Tychach, Zgierzu, Żyrardowie.